# Anton Rückel
Anton Rückel (* 3. Dezember 1919 in Haßfurt; † 27. Januar 1990 in München) war ein deutscher Bildhauer.

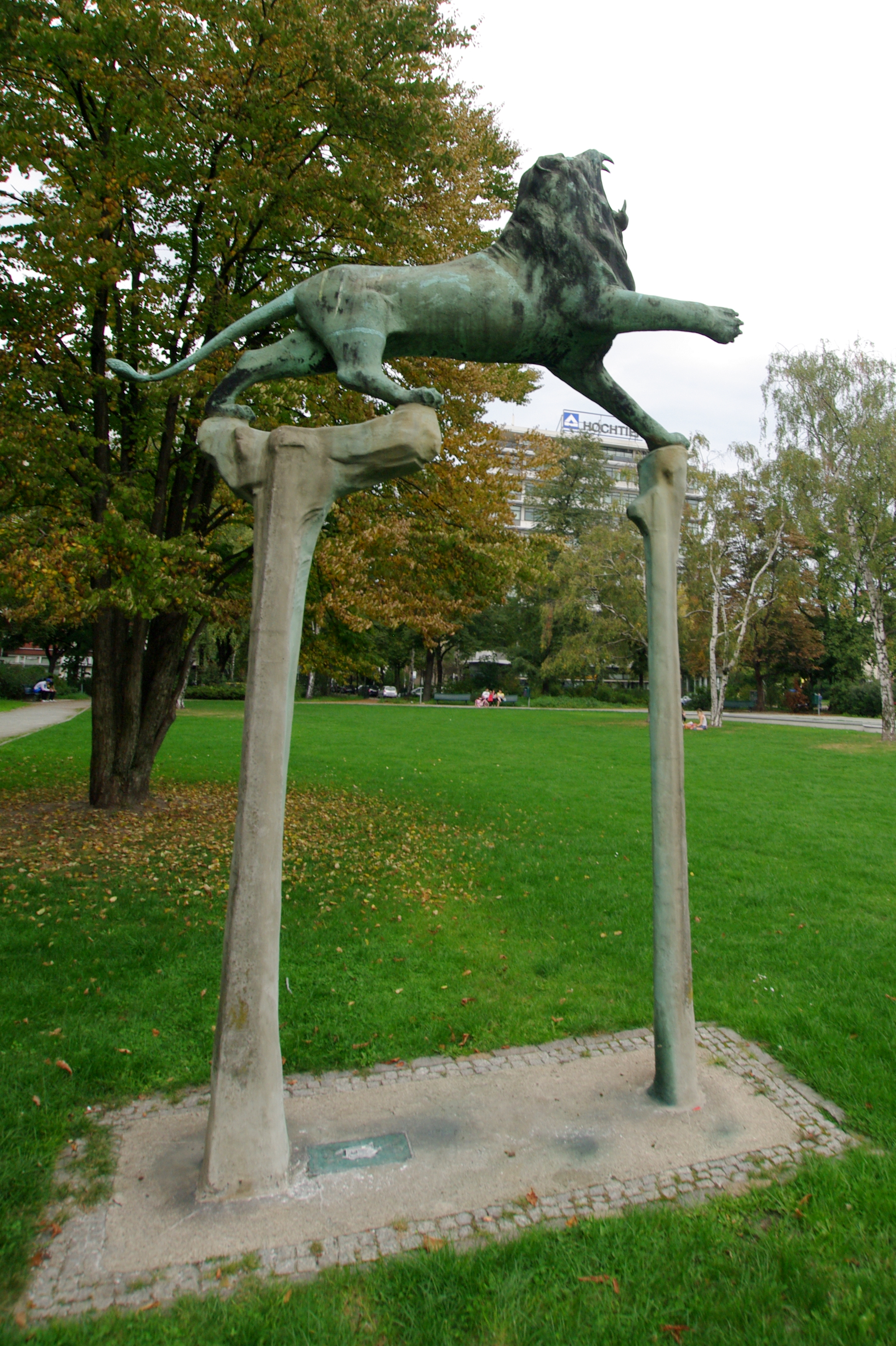
Löwe, Bayerischer Platz Berlin-Schöneberg

## Leben
Rückel arbeitete nach seiner künstlerischen Ausbildung bei Josef Henselmann in München und bei Ossip Zadkine an der Académie de la Grande Chaumière in Paris. Ab 1954 war er als freischaffender Künstler in München tätig. Er hat vorwiegend in Bronzeguss, aber auch in Holz, Stein, Keramik, Emaille und Aluminium gearbeitet. Bis auf wenige Ausnahmen war sein Schaffen der christlichen Kunst gewidmet.

## Werke
- 1952: Mamming, Kreuzweg-Zyklus für die Kirche St. Margareta
- 1959, 1980: Roding, Ausstattung der Stadtpfarrkirche St. Pankratius
- 1960–1965: Donauwörth, sechs Leuchter mit je zwei Aposteln und Bronzetabernakel im Liebfrauenmünster
- 1964–1966: Laufen (Salzach), Ausstattung der Kapuzinerkirche
- 1967: Denkmal für König Ludwig II. in München-Bogenhausen[1]
- 1965–1968: Altötting, Ausstattung Kirche im Franziskushaus
- um 1965: Landshut-Auloh, Ausstattung der Pfarrkirche St. Vinzenz von Paul
- 1977: München Brunnendenkmal für Elise Aulinger am Viktualienmarkt, Bronze und Kirchheimer Muschelkalk[2]
- 1977: Furth im Wald, Ausstattung Kirche St. Vinzenz
- 1977–1981: Dillingen an der Donau, Ausstattung der Kapuzinerkirche
- 1984–1988: Augsburg, Ausstattung Kirche St. Moritz

## Auszeichnungen
- 1950: Bayerischer Staatspreis für Bildhauerei für die Holzplastik „Betender Knabe“ von der Akademie für Schöne Künste